# Tadeusz Kirchner
Tadeusz Stanisław Kirchner (ur. 7 maja 1891 w Chwałowicach, zm. wiosną 1940 w Charkowie) – polski lekkoatleta, czterokrotny medalista mistrzostw Polski, działacz sportowy, kapitan saperów Wojska Polskiego, ofiara zbrodni katyńskiej.

## Życiorys
Urodził się jako syn Bolesława i Marii z Krupnickich. Ukończył II Gimnazjum Realne we Lwowie w 1910. Studiował na Wydziale Architektury Politechniki Lwowskiej (zaliczył 7 semestrów w latach 1910–1914 i 1919–1920). Ukończył austriacką szkołę oficerską w Gleichenbergu. W czasie I wojny światowej walczył w szeregach cesarsko–królewskiej Obrony Krajowej. Jego oddziałem macierzystym był pułk strzelców nr 19. Na stopień chorążego rezerwy został mianowany ze starszeństwem z 1 października 1916.
Służył w Wojsku Polskim od 15 lutego 1919. Służył wówczas w batalionie saperów w Przemyślu. Od marca do lipca 1920 był w grupie przygotowującej się do startu w Igrzyskach Olimpijskich w Antwerpii. Wybuch wojny polsko-bolszewickiej uniemożliwił wyjazd na igrzyska. Kirchner walczył w grupie inżynierskiej nr 5 we Lwowie jako oficer fortyfikacyjny. Później był oficerem 9 pułku saperów i 6 pułku saperów. 19 marca 1928 został mianowany na stopień kapitana ze starszeństwem z dniem 1 stycznia 1928 i 21. lokatą w korpusie oficerów inżynierii i saperów (w marcu 1939, w tym samym stopniu i starszeństwie, zajmował 2. lokatę w korpusie oficerów saperów, grupa techniczna). 5 listopada 1928 został przeniesiony macierzyście do kadry oficerów saperów z równoczesnym przeniesieniem do Zarządu Fortyfikacji Lwów na stanowisko kierownika.
Uprawiał wiele dyscyplin sportu, ale największe osiągnięcia miał w lekkiej atletyce. Na historycznie pierwszej edycji mistrzostw Polski w lekkoatletyce w 1920 zdobył cztery medale: złoty medal w skoku wzwyż, srebrny medal w rzucie oszczepem oraz dwa razy brązowy medal, w pchnięciu kulą i rzucie dyskiem. Był zawodnikiem Czarnych Lwów.
Znalazł się w gronie zawodników nominowanych do kadry na igrzyska olimpijskie w 1920. Z powodu wojny polsko-bolszewickiej Polska nie wysłała jednak ostatecznie reprezentacji na te zawody.
W marcu 1939 roku pełnił służbę w Sztabie Dowództwa Okręgu Korpusu Nr VII w Poznaniu na stanowisku kierownika referatu saperów.
Po wybuchu II wojny światowej 1939, kampanii wrześniowej i agresji ZSRR na Polskę z 17 września 1939 został aresztowany przez Sowietów. Był przetrzymywany w obozie w Starobielsku. Stamtąd nadsyłał korespondencję do bliskich. Wiosną 1940 wraz z innymi jeńcami został przewieziony do Charkowa i rozstrzelany przez funkcjonariuszy Obwodowego Zarządu NKWD w Charkowie oraz pracowników NKWD przybyłych z Moskwy na mocy decyzji Biura Politycznego KC WKP(b) z 5 marca 1940. Pogrzebano go potajemnie w bezimiennej mogile zbiorowej w Piatichatkach, gdzie od 17 czerwca 2000 mieści się oficjalnie Cmentarz Ofiar Totalitaryzmu w Charkowie. Figuruje na Liście Starobielskiej NKWD, pod poz. 1669.

## Ordery i odznaczenia
- Srebrny Krzyż Zasługi (22 maja 1939)[10][3]
- Srebrny Medal Waleczności 2 klasy (Austro-Węgry)[1]

## Upamiętnienie
5 października 2007 minister obrony narodowej Aleksander Szczygło mianował go pośmiertnie na stopień majora. Awans został ogłoszony 9 listopada 2007 w Warszawie, w trakcie uroczystości „Katyń Pamiętamy – Uczcijmy Pamięć Bohaterów”.